# Astragalus otiporensis
Astragalus otiporensis är en ärtväxtart som beskrevs av Pierre Edmond Boissier. Astragalus otiporensis ingår i släktet vedlar, och familjen ärtväxter. Inga underarter finns listade i Catalogue of Life.